# Parey-sous-Montfort
Parey-sous-Montfort là một xã, nằm ở tỉnh Vosges thuộc vùng Grand Est của Pháp. Xã này có diện tích 7,04 km2, dân số năm 1999 là 154 người.

## Hành chính
| Danh sách các xã trưởng                |              |                   |      |         |
| Giai đoạn                              | Giai đoạn    | Tên               | Đảng | Tư cách |
|                                        | tháng 3 2001 | Francis Cherpitel |      |         |
| Tất cả các dữ liệu trước đây không rõ. |              |                   |      |         |

## Biến động dân số
| 1962                                         | 1968 | 1975 | 1982 | 1990 | 1999 |
| -------------------------------------------- | ---- | ---- | ---- | ---- | ---- |
| 147                                          | 150  | 181  | 168  | 158  | 154  |
| Số liệu từ năm 1962: Dân số không tính trùng |      |      |      |      |      |